# Гарсиа Меса, Луис
Луис Гарсиа Меса Техада (исп. Luis García Meza Tejada; 8 августа 1929, Ла-Пас, Боливия — 29 апреля 2018, там же) — боливийский политический и военный деятель. Генерал, Президент Республики Боливия в 1980—1981 годах. Пришёл к власти в результате военного переворота после победы левых сил на всеобщих выборах. Его диктаторское правление сопровождалось кровопролитными вспышками гражданской войны. Был свергнут в результате конфликта в вооружённых силах, эмигрировал. Был выдан Бразилией боливийским властям и, по возвращении в страну, отправлен в тюрьму отбывать 30 лет тюремного заключения.

## Биография
Родился 8 августа 1929 года в Ла-Пасе в семье офицера боливийской армии Луиса Гарсиа Месы Креспо и его жены Алисии Техады. Окончил военный колледж в Ла-Пасе, затем школу «Америкас» в США. С 1951 года служил в сухопутных войсках боливийской армии. Преподавал в Школе командного состава Генерального штаба. В 1976 году был назначен начальником Командно-штабного училища в Кочабамбе. В 1978 году стал командиром VI армейской дивизии в Тринидаде. В январе 1979 года получил назначение начальником Высшего военного училища имени Гуальберто Вильярроэля в Ла-Пасе.
Активный участник крайне правого переворота 1 ноября 1979 года, во главе которого стоял полковник Альберто Натуш. В тот же период был назначен командующим сухопутными войсками Боливии. В декабре, после поражения путчистов и отставки А. Натуша, смещён с этого поста. Однако через короткое время, в мае 1980 года вновь возглавил командование сухопутных войск. Вместе с начальником Второго отдела Генерального штаба армии (разведка) полковником Луисом Арсе Гомесом занялся разработкой плана нового военного переворота.

Ваша ошибка, полковник, в том, что вы оставили в живых и на свободе лидеров, способных возглавить сопротивление. Она не должна быть повторена.

Луис Гарсиа Меса — Альберто Натушу Бушу

### Переворот 1980 года и ультраправый эксперимент в Боливии
Через полмесяца после победы на всеобщих выборах 1980 года левого Фронта демократического и народного единства, командование вооружёнными силами Боливии осуществило военный переворот с целью не допустить к власти избранного президента Эрнана Силеса Суасо. 16 июля выступила дивизия в Тринидаде, к ней немедленно присоединилась расположенная там база военно-морских сил[каких?], а затем и гарнизон Санта-Круса. 17 июля в 9.00 в Ла-Пасе из казарм «Мирафлорес» выступили 6 танков и 10 грузовиков. Этими силами был занят президентский дворец «Кемадо» на площади Мурильо и арестовано собравшееся там на заседание правительство. Одновременно ультраправые боевики Боливийской социалистической фаланги начали штурм здания Боливийского рабочего центра, а затем им на помощь пришла армия. Сдался и был расстрелян на месте лидер Социалистической партии-1 Марсело Кирога Санта-Крус, а избранный вице-президент, секретарь ЦК Коммунистической партии Боливии Симон Рейес был отправлен в концлагерь «Мирафлорес». Штурмом был взят Национальный университет, начались облавы на митингующих. 18 июля 1980 года президент страны Лидия Гейлер Техада (двоюродная сестра и политический оппонент Луиса Гарсиа Месы) по радио зачитала заявление об отставке и передаче власти военным. Декретом хунты генерал Гарсиа Меса был назначен президентом и под аплодисменты офицеров принес присягу как глава «Правительства национальной реконструкции». Результаты всеобщих выборов 29 июня 1980 года были аннулированы.
В ходе кровопролитных боёв в шахтёрских районах к осени 1980 года правительству Гарсиа Месы удалось подавить активное сопротивление. Аресты и физические ликвидации производились по заранее составленным спискам. Режим рассматривался как наиболее террористический в истории Боливии. Важную роль в его укреплении сыграла также популистская социальная риторика фашистского типа. Идеологическое и оперативно-силовое обеспечение нового режима, наряду с военными, взяли на себя европейские неофашисты, специально прибывшие в Боливию. Наиболее заметными фигурами боливийской политической иммиграции начала 1980-х годов являлись Стефано делле Кьяйе и нацистский преступник Клаус Барбье.
Страна рассматривалась как своего рода полигон для криминально-фашистского эксперимента. Европейские консультанты президента Гарсиа Месы предполагали создать в Боливии действующую модель ультраправой «третьей позиции» — антикоммунистической и антикапиталистической, в духе фашистского корпоративизма. Поддержку новым властям оказал также боливийский наркокриминалитет. Переворот 1980 года получил название «кокаинового». Наркомафия являлась одной из социальных опор режима Гарсиа Месы.
Однако ни политические партии, ни население не были намерены поддерживать военный режим. В целом негативное отношение проявила к нему и американская демократическая администрация Джимми Картера. (При этом в ходе предвыборной кампании в США делались попытки установить политические контакты с Рональдом Рейганом, в то время кандидатом республиканской оппозиции.) Посольство США в Ла-Пасе подвергалось силовому давлению неофашистских боевиков. В ответ Вашингтон прибегнул к экономическим санкциям, отказываясь от закупок боливийской горно-металлургической продукции. Возник конфликт и с МВФ, поскольку ультраправый режим старался опереться на массы (крестьянство, городское мещанство и люмпенство, отчасти даже шахтёров) и потому отказывался принимать жёстко антисоциальные условия кредитования. Была предпринята парадоксальная с идеологической точки зрения попытка установить экономические связи с СССР. Однако она также не увенчалась успехом. Не получили развития и контакты с Муамаром Каддафи.
Противостояние внутри страны и международная изоляция вскоре привели к расколу в самих вооружённых силах. 28 июня 1981 года часть гарнизонов, в том числе и в Санта-Крусе, предприняли попытку переворота и потребовали ухода Гарсиа Месы. После провала этой попытки президент назначил министра внутренних дел генерала Сельсо Торрелио Вилья новым главнокомандующим сухопутными войсками, невольно определив таким образом своего преемника.

### Свержение
3 августа 1981 года руководитель переворота 1979 года генерал Альберто Натуш и генерал Лусио Анес подняли антиправительственное восстание в Санта-Крусе. Они обвинили Гарсиа Месу в попрании гражданских прав, связях с торговцами наркотиками, в административной несостоятельности и потребовали его немедленного ухода. 4 августа 1981 года генерал Л. Гарсиа Меса передал власть военной хунте во главе с генералом Сельсо Торрелио. Он совершил частную поездку на Тайвань, а по возвращении в Ла-Пас попытался создать свою политическую партию, которая опиралась бы на боливийское крестьянство. Однако этот политический проект не увенчался успехом, а падение военного режима и приход к власти Эрнана Силеса Суасо поставили вопрос об ответственности Гарсия Месы за военные преступления 1980—1981 годов.

### Правосудие
В 1982 году подал в отставку из армии и эмигрировал в Аргентину, где попросил политического убежища. 14 июня 1983 года правительство Э. Силеса Суасо отдало приказ об аресте Гарсии Месы и 29 его сторонников, но в 1985 году власть сменилась, и вскоре бывший президент вернулся на родину. Однако многие активисты, прежде всего профсоюзный юрист Хуан Дель Гранадо, добивались судебного процесса за его преступления, и в апреле 1986 года Национальный конгресс принял решение передать дело бывшего диктатора на рассмотрение Верховного суда в городе Сукре. Он был обвинён в геноциде, нарушении прав человека, коррупции, хищениях и нарушениях конституции. Когда в 1988 году Гарсиа Месу также обвинили в краже дневников Че Гевары, он бежал из Сукре и был объявлен скрывающимся от правосудия.
После семи лет судебного процесса Верховный суд Боливии вынес 21 апреля 1993 года вердикт — 30 лет тюремного заключения без права досрочного освобождения.
В марте 1994 года Л. Гарсиа Меса был арестован в Бразилии, где проживал по фальшивым документам, и 15 марта 1995 года экстрадирован в Боливию. Бывший президент был помещён отбывать свой тридцатилетний срок заключения в тюрьму Чончокоро в Ла-Пасе.
В 2008 году был переведён в военный госпиталь COSSMIL, где провёл оставшиеся годы. 29 апреля 2018 года умер от инфаркта.